# Louis Alibert
Louis Alibert, in occitano Loís Alibèrt (Bram, 12 ottobre 1884 – Montpellier, 16 aprile 1959), è stato un linguista francese, autore di una grammatica e di un dizionario che sono alla base della norma classica della lingua occitana.
Nato a Bram, una cittadina della Linguadoca (dipartimento dell'Aude) da una famiglia di agricoltori in cui si parlava occitano, nel dicembre 1912 si sposò con Marie Lator, dalla quale ebbe un figlio (poi deceduto in guerra nel 1943), e si stabilì a Montréal d'Aude, dove risiedette per trent'anni fino al 1942.
In questo tempo si dedicò alla normalizzazione della lingua occitana moderna e allo sviluppo di una lingua letteraria comune sulla base di quanto già compiuto da Frédéric Mistral, Antonin Perbosc e Prosper Estieu applicando i metodi dell'Institut d'Estudis Catalans; ricoprì anche la carica di segretario generale della Societat d'Estudis Occitans (fondata a Tolosa nel 1930).
Nel 1935 Alibert pubblicò a Barcellona presso la Oficina de Relacions Meridionals della Generalitat de Catalunya la sua opera principale, la Gramatica Occitana segons los parlars lengadocians, dedicata esclusivamente ai parlanti linguadociano, che servì poi da base per l'inquadramento sistematico degli altri dialetti occitani. Nel contempo sviluppò la grafia classica dell'occitano e più precisamente la norma classica ispirata all'antico uso e adattata alla lingua moderna. In onore al suo autore, tale norma è anche detta "alibertina".
Durante la seconda guerra mondiale, Alibert fu un attivo sostenitore del regime di Vichy: ciò gli valse una condanna a 5 anni di prigione in seguito alla Liberazione, li fu dato il titolo di "indegno" a vita. Sua moglie fece 10 anni di prigione per aver denunciato alcuni resistenti poi deportati nei campi di concentramento.
Nel dopoguerra ebbe un ruolo limitato nell'occitanismo emergente ma pare che non abbia attivamente partecipato alla fondazione dell'Institut d'Estudis Occitans (IEO, il successore della Societat d'Estudis Occitans) nel 1945. Tuttavia, l'IEO adottò la norma classica come standard rifacendosi alla grammatica alibertina del 1935.
Negli ultimi anni, si dedicò alla raccolta di materiali per un dizionario occitano, che avrebbe dovuto arrestare la frammentazione dialettale scritta e la francesizzazione del vocabolario, dell'ortografia e della sintassi, ma morì a Montpellier il 16 aprile 1959, all'età di 74 anni, lasciando la sua opera incompiuta.
Nel 1966, grazie al lavoro di Robert Lafont e Pierre Bec sui manoscritti inediti di Alibert, venne dato alle stampe il Dictionnaire occitan-français d'après les parlers languedociens, che non raggiunse tuttavia la qualità della grammatica del 1935.

## Opere
- Tèrra d'Òc, 1908-1930

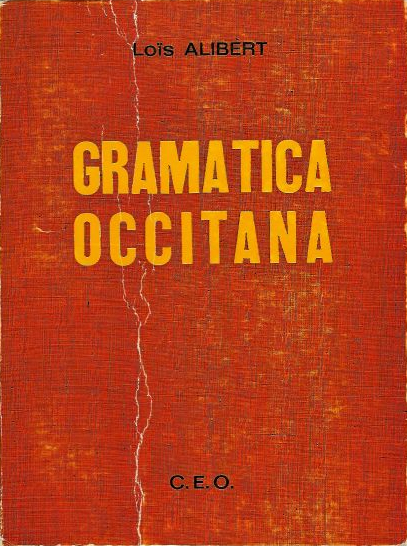
Gramatica occitana

- Sept élégies de Tibulle traduites en languedocien, 1928
- Gramatica Occitana segon los parlars lengadocians, 1935-1937
- Les troubadours de l'Aude, 1941 (rivista Pyrénées n°2)
- Origine et destin de la langue d'Oc, 1942 (Cahiers du Sud)
- Sur quelques toponymes catalano-occitans dans l'Aude, 1956 (Revue internationale d'onomastique n° 2)
- Toponymes de l'Aude, 1957 (Revue internationale d'onomastique n° 4)
- Dictionnaire occitan-français selon les parlers languedociens, 1966 (postumo)